# Дурачка Река
Дурачка Река (мкд. Дурачка Река) је насеље у Северној Македонији, у североисточном делу државе. Дурачка Река је у оквиру општине Крива Паланка.

## Географија
Дурачка Река је смештена у североисточном делу Северне Македоније. Од најближег већег града, Куманова, село је удаљено 75 km источно.
Село Дурачка Река се налази у историјској области Славиште. Насеље је положено високо, на северним падинама планине Осоговских планина, на око 1.100 метара надморске висине.
Месна клима је планинска због знатне надморске висине.

## Становништво
Дурачка Река је према последњем попису из 2002. године имала 290 становника. Од тога огромну већину чине етнички Македонци (99%).
Претежна вероисповест месног становништва је православље.